# South Armagh Republican Action Force
South Armagh Republican Action Force (SARAF) var en irländsk paramilitär grupp som var aktiv 1975-1977. Historieforskare tror detta är en täckmantel för en grupp i Provisoriska IRA. Forskarna tror också att gruppen är skyldig till 24 mord på protestantiska civila.
Den 5 januari 1976 inträffade Kingsmillmassakern, gruppens mest spektakulära dåd. Efter det kritiserades de av Gerry Adams (medlem i Sinn Féins partistyrelse) för att attackera civila, och efter det upplöstes gruppen året därpå.